# Системы управления библиографической информацией

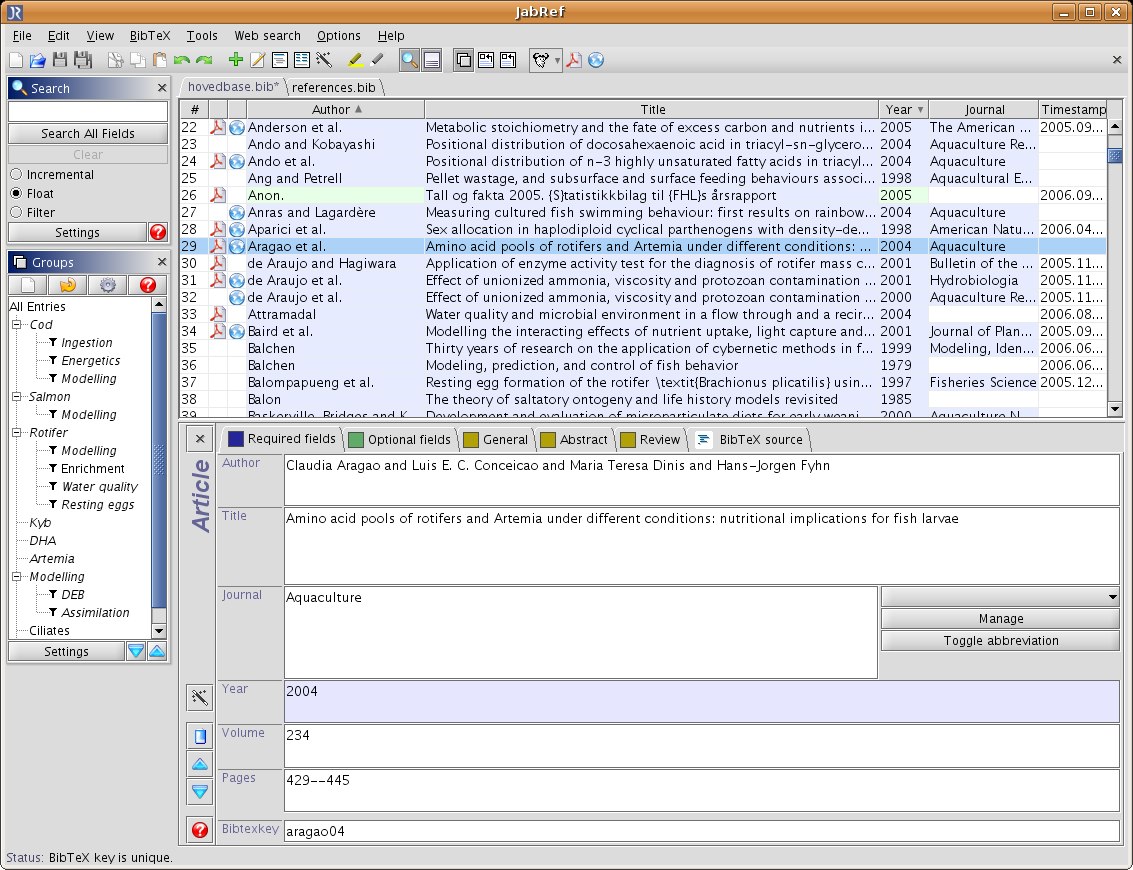
Пример системы управления библиографической информацией — JabRef

Системы управления библиографической информацией — это системы, позволяющие исследователям, учёным и писателям создавать и повторно использовать библиографические ссылки. После того как ссылка создана, она используется для создания библиографии, то есть списка библиографических ссылок, в научной статье, монографии, книге.

## Описание
Разработка систем управления библиографической информацией подстёгивается стремительным ростом количества научной литературы. Известно, что «основным фактором, определяющим слаженную коллективную работу учёных, является организация передачи информации».
Программное обеспечение обычно включает базу данных и систему генерации отобранных ссылок в форматах, требуемых научными журналами.
Современные системы управления библиографической информацией (например, en:Bibus) могут быть интегрированы с текстовыми процессорами таким образом, что список ссылок (в выбранном формате) создаётся автоматически и добавляется в документ. Это избавляет от неприятности забыть включить ссылку на источник, цитируемый в тексте. Также системы имеют возможность импортировать (экспортировать) детали библиографических ссылок из библиографических баз данных.
С развитием Web 2.0 появились онлайновые системы управления библиографической информацией.
Возможность доступа с любого компьютера, коллективная работа над одной темой — особенности таких систем, например en:CiteULike.
Системы управления библиографической информацией отличаются от библиографических баз данных, которые пытаются собрать данные о всех статьях по данной дисциплине или группе дисциплин, например, Medline, ISI Web of Knowledge или en:PsycINFO (en:American Psychological Association). Это большие базы данных, установленные на специальных серверах. В системах управления библиографической информацией создаются значительно меньшие базы публикаций, используемые одним человеком или группой людей; такие базы можно легко установить на отдельном персональном компьютере.

## Назначение и сфера применения
Составление библиографии и вставка ссылок вручную — очень кропотливая работа. Именно для облегчения библиографической работы и вставки ссылок вручную давно существует множество специальных программ — менеджеров библиографической информации.
Библиографической менеджер — это программное обеспечение, которое поможет вам собирать, сохранять и обрабатывать литературные ссылки. Программное обеспечение даёт возможность просматривать и сортировать собраны ссылки на различные записи (автор, дата публикации, ключевые слова и тому подобное), а также создавать библиографию в различных стилях и добавлять те или отдельные названия на них.
Любой менеджер библиографической информации состоит из трёх основных частей:
- база данных, в которой хранится полная информация об источниках (тип, автор, название, издательство, номера страниц). Базу можно просматривать, редактировать ссылки или добавлять новые, производить фильтрацию и поиск по всем полям;
- модуль импорта, что позволяет автоматически «вытаскивать» информацию о источники из научных баз данных, веб-страниц, текстовых документов и помещать её в базу;
- плагин для текстового редактора, который позволяет вставлять в текст ссылки на источники из базы данных, автоматически нумерует их и формирует список литературы. Формат ссылок и списка литературы можно быстро изменять, выбирая один из имеющихся стилей оформления. Могут также присутствовать инструменты для синхронизации баз данных через интернет, совместного доступа к базам, автоматической проверки ссылок по базам данных научных статей.

Таким образом, библиографические менеджеры предоставляют следующие возможности:
- ведение локальной базы библиографических данных;
- поиск библиографической информации в электронных каталогах непосредственно из программы;
- импорт найденных библиографических записей в свою картотеку для дальнейшего использования;
- возможность работать с полнотекстовыми ресурсами, в том числе с ресурсами Интернета;
- возможность генерировать систему библиографических ссылок в разных форматах;
- опровержение шаблонов оформления.

Большинство библиографических менеджеров представляют собой программные средства, устанавливаемые на персональные компьютеры. Они осуществляют поиск в библиографических базах данных, содержащихся в Интернете, организуют библиографические описания, графические файлы и файлы в формате PDF в электронной библиотеке, а также используют шаблоны, созданные в формате Microsoft Word, для подготовки рукописи.
На сегодня среди менеджеров библиографии определились два популярных подхода к поиску ссылок:
- поиск с самой программы, которая соединяется с выбранным сервисом и сразу же импортирует результаты (Bibus);
- поиск с обычного браузера и дальнейший импорт в базу с помощью специального скрипта или плагина (Zotero и Mendeley).

## Сравнительная характеристика
Среди открытых менеджеров библиографии Bibus наиболее похож на EndNote с точки зрения интерфейса и идеологии работы. При миграции с коммерческих программ это является плюсом. В отличие от EndNote данная программа работает только в Linux, Mac OS X и Windows, когда первая имеет дело ещё и с мобильными устройствами. Несмотря на это, установка не вызывает никаких проблем. Вся работа Bibus с текстовыми редакторами реализована со стороны самого Bibus, а не из редактора. Формат ссылок и библиографии в документе определяется выбранным стилем оформления и может настраиваться практически как угодно в обоих библиографических менеджерах.
На сегодняшний день признанным лидером в области менеджеров библиографии является EndNote, что является стандартом. Основными возможностями данной программной системы является:
- создание своей собственной поисковой базы данных ссылок на статьи, книги, диссертации и тому подобное;
- организация PDF-статьи и лёгкое их получение с функцией поиска в EndNote;
- легко вставлять цитаты в статью в процессе написания;
- возможность форматирования цитат и библиографии в различных стилях;
- вставка файлов или чисел в ссылке;
- импорт фильтров;
- экспорт ссылок в базе данных непосредственно в EndNote;
- поиск ссылки.

Традиционно EndNote считается наиболее эффективным при поиске в удалённых библиографических базах. Ссылки сохраняются в файлах с названиями библиотек. Каждая ссылка в библиотеке имеет уникальный идентификационный номер. Каждая ссылка может содержать до 45 файлов в поле Вложения файла, но только один графический файл или приложение на рисунке поле.
По EndNote, то при запуске макроса во вставленных ссылках генерируются библиографические ссылки в соответствии с выбранным стилем и автоматически формируется список литературы в конце текста. Список может быть выведен или по мере упоминания в тексте, либо по алфавиту. Bibus может импортировать ссылки из восьми разных форматов (Включая EndNote и BibTeX) и экспортировать в пяти форматах. Существует возможность подключения фильтров для других форматов, что позволяет легко переносить существующие базы из других программ.
Bibus и EndNote — хороший выбор для тех, кому приходится подгонять форматирование библиографии под ГОСТ. Прекрасный редактор стилей позволяет учесть все «фантазии» отечественных чиновников и при необходимости быстро подстроиться под внезапно изменившиеся требования. В то же время Bibus недостаточно «социальный»: не умеет синхронизировать базы литературы из сети и не может импортировать ссылки. Недостатком Bibus является то, что его стиле несовместимы со стилями других библиографических программ с открытым стандартом стилей библиографии.
Mendeley и Zotero имеют очень схожий вид и отличаются только деталями реализации, то есть то, что реализовано хорошо в одной системе, выглядит несколько хуже в другой и наоборот. Обе системы могут свободно обмениваться информацией, экспортируя её в универсальные форматы RIS или BibTeX, а также используя автоматический экспорт из локальной базы Zotero. Поскольку функциональность у обеих систем практически идентичны, то проще проанализировать их недостатки.
| Возможности                                                 | Bibus | EndNote | Zotero | Mendeley |
| ----------------------------------------------------------- | ----- | ------- | ------ | -------- |
| Наличие хранилищ для файлов                                 | —     | —       | +      | —        |
| Экспорт ссылок в базе данных                                | +     | +       | +      | +        |
| Импорт фильтров                                             | +     | +       | +      | +        |
| Жёсткая привязка к браузеру                                 | —     | —       | +      | —        |
| Сложная инсталляция                                         | —     | —       | +      | —        |
| Наличие вложенных коллекций                                 | +     | +       | +      | —        |
| Наличие визуального редактора стилей                        | +     | +       | +      | +        |
| Создание собственной поисковой базы данных ссылок на статьи | +     | +       | +      | +        |

Сравнивая два менеджера библиографической информации, определено, что претензии к Zotero носят в основном «технологический» характер. Единственным существенным недостатком в функциональности является откровенно странный диалог вставки цитат в документы. По Mendeley хорошая техническая установка противоречит именно функциональным погрешностям: отсутствие вложенных коллекций. В Zotero больше внимания уделяется именно вставке цитат в документы и локальном клиенту, а социальная сеть существует как удобное дополнение. Mendeley Desktop незаменим для «разбора завалов» PDF-документов, тогда как Zotero не умеет импортировать и проверять их автоматически. Mendeley не умеет импортировать цитаты из RTF-файлов. Общим недостатком является отсутствие визуального редактора стилей. Относительно социальных сетей Zotero и Mendeley, то они практически идентичны и отличаются только дизайном и географией своей аудитории.